# 根本直人
根本 直人（ねもと なおと、1958年 - ）は、日本の生物学者・進化分子工学者。学位は、博士（学術）（埼玉大学・1996年）。埼玉大学大学院理工学研究科物質科学部門教授。

## 経歴
1984年に茨城大学理学部物理学科を卒業後、8年のあいだ千葉県の高等学校教諭を勤める。その間の1989年8月 - 1991年3月、筑波大学の博士課程生物科学研究科に研究生として在籍（指導教官：石坂昭三教授）。1992年、教職を辞して埼玉大学理工学研究科博士課程生物環境科学専攻に入学（指導教官：伏見譲教授）。1996年3月、同専攻博士課程を修了し、博士（学術）の学位を取得。1996年4月、三菱化学生命科学研究所 特別研究員、1997年にin vitro virus（mRNA display）の開発に成功。1999年9月には（株）ジェンコム 主任研究員となる。2003年2月、バイオビジョン・キャピタル（株）研究企画部長となり、2003年10月、独立行政法人産業技術総合研究所ベンチャー開発戦略研究センター ベンチャープランナーに招聘研究員として招かれる。2006年4月、小林利克 産総研スタートアップ・アドバイザー（元ジェンコム社長）、尾崎弘之 東京工科大学大学院教授（元バイオビジョン・キャピタル常務）と共に創薬バイオベンチャー、ジェナシス株式会社を立ち上げ、執行役員・科学最高責任者 (Chief Scientific officer) に就任。埼玉バイオプロジェクト（研究総括：伏見譲、事業総括：大関正弘）の研究員も兼務し、cDNA display法の開発に成功。2008年4月、埼玉大学大学院理工学研究科物質科学部門准教授に就任。2015年4月埼玉大学大学院理工学研究科物質科学部門教授就任。2016年株式会社Epsilon Molecular Engineering社を設立、取締役（兼任）に就任。2017年、同社代表取締役に就任（兼任）。

### 略年表
- 1984年 茨城大学理学部物理学科卒業
- 1984年 - 1992年 千葉県にて高等学校教諭。
  - 1989年 - 1991年 筑波大学博士課程研究生
- 1992年 埼玉大学大学院博士課程入学
- 1996年 埼玉大学大学院修了、博士（学術）取得
- 1996年 三菱化学生命科学研究所 特別研究員
- 1999年 （株）ジェンコム 主任研究員
- 2003年 バイオビジョン・キャピタル（株） 研究企画部長
- 2003年 独立行政法人産業技術総合研究所 ベンチャー開発戦略研究センター ベンチャープランナー（招聘研究員）
- 2006年 ジェナシス株式会社 執行役員・科学最高責任者
- 2008年 埼玉大学大学院理工学研究科物質科学部門准教授、埼玉大学工学部機能材料工学科生体分子機能分野准教授、埼玉大学オープンイノベーションセンター准教授[2]
- 2015年 埼玉大学大学院理工学研究科物質科学部門教授、埼玉大学工学部機能材料工学科生体分子機能分野教授、埼玉大学オープンイノベーションセンター教授
- 2016年 株式会社Epsilon Molecular Engineering 取締役（兼任）
- 2017年 株式会社Epsilon Molecular Engineering 代表取締役（兼任）

## 著作

### 成書
- 西垣功一・根本直人 『バイオベンチャーのすすめ』 2003年、培風館。西垣功一は埼玉大学工学部伏見研究室の助教授（当時）である。

### 論文
- Nemoto, N.; Husimi, Y. (1995). "A model of the virus-type strategy in the early stage of encoded molecular evolution." J. Theor. Biol. 76: 67–77.
- Nemoto, N.; Miyamoto-Sato, E.; Husimi, Y.; Yanagawa, H. (1997). "In vitro virus: bonding of mRNA bearing puromycin at the 3'-terminal end to the C-terminal end of its encoded protein on the ribosome in vitro." FEBS Lett. 414: 405–408.
- Nemoto N.; Miyamoto-Sato, E.; Yanagawa, H. (1999). "Fluorescence labeling of the C-terminus of proteins with a puromycin analogue in cell-free translation systems." FEBS Lett. 462: 43–46.

- Yamaguchi J, Naimuddin M, Biyani M, Sasaki T, Machida M, Kubo T, Funatsu T, Husimi Y, Nemoto N., cDNA display: a novel screening method for functional disulfide-rich peptides by solid-phase synthesis and stabilization of mRNA-protein fusions. Nucleic Acids Res.. 16, e108 (2009)
- Mochizuki Y, Nisigaki K, Nemoto N., Amino group binding peptide aptamers with double disulphide-bridged loops selected by in vitro selection using cDNA display., Chem. Commun. (Camb.), 50, 5608-5610 (2014)
- Nemoto N, Fukushima T, Kumachi S, Suzuki M, Nishigaki K, kubo T., Versatile C-terminal specific biotinylation of proteins using both a puromycin-linker and a cell-free translation system for studying high-throughput protein-molecule interations, Anal. Chem., 86, 8535-8540 (2014)
- Kobayashi S, Terai T, Yoshikawa Y, Ohkawa R, Edihara M, Hayashi M, Takiguchi K, Nemoto N., In vitro selection of random peptides against artificial lipid bilayers: a potential tool to immobilize molecules on membranes, Chem. Commun. (Camb.), 53, 3458-3461 (2017)